# Lijst van voetbalinterlands Namibië - Senegal
Deze lijst van voetbalinterlands is een overzicht van alle officiële voetbalwedstrijden tussen de nationale teams van Namibië en Senegal. De Afrikaanse landen hebben tot op heden acht keer tegen elkaar gespeeld. De eerste ontmoeting, een kwalificatiewedstrijd voor het Wereldkampioenschap voetbal 2002, werd gespeeld op 10 maart 2001 in Dakar. Het laatste duel, een kwalificatiewedstrijd voor het Wereldkampioenschap voetbal 2022, vond plaats in Johannesburg (Zuid-Afrika) op 12 oktober 2021.

## Wedstrijden
| № | Plaats         | Datum            | Competitie                   | Wedstrijd         | Uitslag |
| - | -------------- | ---------------- | ---------------------------- | ----------------- | ------- |
| 1 | Dakar          | 10 maart 2001    | WK 2002 kwalificatie         | Senegal – Namibië | 4 – 0   |
| 2 | Windhoek       | 21 juli 2001     | WK 2002 kwalificatie         | Namibië − Senegal | 0 − 5   |
| 3 | Dakar          | 12 januari 2008  | Vriendschappelijk            | Senegal − Namibië | 3 − 1   |
| 4 | Windhoek       | 5 september 2015 | Afrika Cup 2017 kwalificatie | Namibië − Senegal | 0 − 2   |
| 5 | Dakar          | 3 september 2016 | Afrika Cup 2017 kwalificatie | Senegal − Namibië | 2 − 0   |
| 6 | Port Elizabeth | 7 juli 2021      | COSAFA Cup 2021              | Senegal − Namibië | 1 − 2   |
| 7 | Thiès          | 9 oktober 2021   | WK 2022 kwalificatie         | Senegal − Namibië | 4 − 1   |
| 8 | Johannesburg   | 12 oktober 2021  | WK 2022 kwalificatie         | Namibië − Senegal | 1 − 3   |

## Samenvatting
| Competitie              | Totaal gespeeld | Winst Namibië | Gelijk | Winst Senegal | Doelsaldo Namibië – Senegal |
| ----------------------- | --------------- | ------------- | ------ | ------------- | --------------------------- |
| WK-kwalificatie         | 4               | 0             | 0      | 4             | 2 − 16                      |
| Afrika Cup-kwalificatie | 2               | 0             | 0      | 2             | 0 − 4                       |
| COSAFA Cup              | 1               | 1             | 0      | 0             | 2 − 1                       |
| Vriendschappelijk       | 1               | 0             | 0      | 1             | 1 − 3                       |
| Totaal                  | 8               | 1             | 0      | 7             | 5 − 24                      |

## Details

### Derde ontmoeting
| Vriendschappelijk (Dakar, Senegal, 12 januari 2008):    |       |                    |
| Senegal                                                 | 3 – 1 | Namibië            |
| Diomansy Kamara 9' Diomansy Kamara 73' Henri Camara 83' | goals | 62' Brian Brendell |

NFA · 
Namibisch vrouwenelftal
1990 – 1999 ·
2000 – 2009 ·
2010 – 2019 ·
2020 − 2029
1990 · 
1991 · 
1992 · 
1993 · 
1994 · 
1995 · 
1996 · 
1997 · 
1998 · 
1999 · 
2000 · 
2001 · 
2002 · 
2003 · 
2004 · 
2005 · 
2006 · 
2007 · 
2008 · 
2009 · 
2010 · 
2011 · 
2012 · 
2013 · 
2014 ·
2015 ·
2016 ·
2017 ·
2018 ·
2019 ·
2020 ·
2021 ·
2022 ·
2023
Algerije ·
Angola ·
Benin ·
Botswana ·
Burkina Faso ·
Burundi ·
Comoren ·
Congo-Brazzaville ·
Congo-Kinshasa ·
Djibouti ·
Egypte ·
Equatoriaal-Guinea ·
Eritrea ·
Ethiopië ·
Gabon ·
Gambia ·
Ghana ·
Guinee ·
Guinee-Bissau ·
India ·
Ivoorkust ·
Kameroen ·
Kenia ·
Lesotho ·
Libanon ·
Liberia ·
Libië ·
Madagaskar ·
Malawi ·
Mali ·
Marokko ·
Mauritius ·
Mozambique ·
Niger ·
Nigeria ·
Oeganda ·
Rwanda ·
Saoedi-Arabië ·
Sao Tomé en Principe ·
Senegal ·
Seychellen ·
Swaziland ·
Tanzania ·
Togo ·
Tsjaad ·
Tunesië ·
Zambia ·
Zimbabwe ·
Zuid-Afrika
FSF · 
A-internationals · 
Bondscoaches · Selecties · Senegalees vrouwenelftal · 
Olympisch elftal
1960 – 1969 · 
1970 – 1979 · 
1980 – 1989 · 
1990 – 1999 · 
2000 – 2009 · 
2010 – 2019 · 
2020 – 2029
WK 2002 · 
WK 2018 ·
WK 2022
OS 2012
1959 · 
1960 · 
1961 · 
1962 · 
1963 · 
1964 · 
1965 · 
1966 · 
1967 · 
1968 · 
1969 · 
1970 · 
1971 · 
1972 · 
1973 · 
1974 · 
1975 · 
1976 · 
1977 · 
1978 · 
1979 · 
1980 · 
1981 · 
1982 · 
1983 · 
1984 · 
1985 · 
1986 · 
1987 · 
1988 · 
1989 · 
1990 · 
1991 · 
1992 · 
1993 · 
1994 · 
1995 · 
1996 · 
1997 · 
1998 · 
1999 · 
2000 · 
2001 · 
2002 · 
2003 · 
2004 · 
2005 · 
2006 · 
2007 · 
2008 · 
2009 · 
2010 · 
2011 · 
2012 · 
2013 · 
2014 ·
2015 ·
2016 ·
2017 ·
2018 ·
2019 ·
2020 ·
2021 ·
2022 ·
2023
Algerije ·
Angola ·
Benin ·
Bolivia ·
Bosnië en Herzegovina ·
Botswana ·
Brazilië ·
Burkina Faso ·
Burundi ·
Centraal-Afrikaanse Republiek ·
Chili ·
China ·
Colombia · 
Congo-Brazzaville ·
Congo-Kinshasa ·
Denemarken ·
Ecuador ·
Egypte ·
Engeland ·
Equatoriaal-Guinea ·
Eritrea ·
Ethiopië ·
Frankrijk ·
Gabon ·
Gambia ·
Ghana ·
Griekenland ·
Guinee ·
Guinee-Bissau ·
Indonesië ·
Iran ·
Ivoorkust ·
Japan ·
Kaapverdië ·
Kameroen ·
Kenia ·
Kosovo ·
Kroatië · 
Lesotho ·
Liberia ·
Libië ·
Luxemburg ·
Madagaskar ·
Malawi ·
Maleisië ·
Mali ·
Marokko ·
Mauritanië ·
Mauritius ·
Mexico ·
Mozambique ·
Namibië ·
Nederland ·
Niger ·
Nigeria ·
Noorwegen ·
Oeganda ·
Oezbekistan ·
Oman ·
Polen ·
Qatar ·
Rwanda ·
Saoedi-Arabië ·
Sierra Leone ·
Soedan ·
Swaziland ·
Tanzania ·
Togo ·
Tunesië ·
Turkije ·
Uruguay ·
Verenigde Arabische Emiraten ·
Zambia ·
Zimbabwe ·
Zuid-Afrika ·
Zuid-Korea ·
Zuid-Soedan ·
Zweden
Algerije (2019, 2) ·
Colombia (2018) ·
Denemarken (2002) ·
Engeland (2022) ·
Frankrijk (2002) ·
Japan (2018) ·
Nederland (2022) ·
Polen (2018) ·
Uruguay (2002)